# 福永恵規ベスト
『福永恵規ベスト』（ふくながさとみベスト）は、1987年11月21日に発売された福永恵規初めてのベスト・アルバムである。発売元はポニーキャニオン。規格品番：D32P6157。

## 解説
おニャン子クラブの会員番号11番としてデビューした福永恵規がソロ名義で発表した全4枚のシングルA面/B面と、全2枚のスタジオ・アルバムから選曲されたベスト・アルバム。
ある時期までは、4枚のシングルA・B面曲が唯一CDで聴けるアルバムであった。2000年以降、レコード会社共同で制作された『おニャン子クラブA面コレクション』のVol.2〜5、及び『おニャン子クラブB面コレクション』のVol.2〜5に全8曲が分散して収録されたほか、ポニーキャニオンの廉価版ベスト "MYこれ!クション" シリーズ『MYこれ!クション 福永恵規BEST』（2002/10/17発売、PCCA-01785）にもデジタル・リマスタリングされた上で収録されている。
福永恵規、自ら作詞をした「ラベンダー物語」が収録されている他、作家としておニャン子クラブの主要作家メンバーである秋元康・後藤次利・佐藤準・高橋研らに加え、大村雅朗・竹内まりや・根岸孝旨・三浦徳子などが参加。
歌詞カードはブックレット仕様でなく、水色地に白抜きの文字で歌詞が書かれた四つ折の紙になっている。
本ベスト・アルバム発売の約2ヶ月前（1987年9月20日）には、国立代々木第一体育館で行われたおニャン子クラブの解散コンサートに参加し、アルバム収録曲である「風のInvitation」を歌った。

## 収録曲
1. 風のInvitation（3:40）
  - 作詞:秋元康　作曲:高橋研　編曲:佐藤準
2. 星のROMANCE（3:31）
  - 作詞:許瑛子　作曲・編曲:後藤次利
3. Sweet Revolution（4:12）
  - 作詞:神沢礼江　作曲:池田幸司　編曲:大村雅朗
4. 愛の魔法（マジック）（3:52）
  - 作詞:三浦徳子　作曲:井上ヨシマサ　編曲:清水信之
5. Sometimes Somewhere（4:37）
  - 作詞:神沢礼江　作曲:高橋研　編曲:大村雅朗
6. ハートのIgnition（4:02）
  - 作詞:秋元康　作曲:伊藤銀次　編曲:大村雅朗
7. March（4:00）
  - 作詞:秋元康　作曲・編曲:後藤次利
8. ラベンダー物語（4:37）
  - 作詞:福永恵規　作曲:松浦有希　編曲:新川博
9. 心もJUMPして! 夏のイントロ（4:11）
  - 作詞・作曲:竹内まりや　編曲:新川博
10. 渚のUターン（3:44）
  - 作詞:秋元康　作曲・編曲:後藤次利
11. STARDUST SERENADE（4:27）
  - 作詞:神沢礼江　作曲・編曲:大村雅朗
12. ロッジの喧嘩はI Love You（3:52）
  - 作詞:麻生圭子　作曲:根岸孝旨　編曲:大村雅朗
13. 雨のバラ（4:00）
  - 作詞:秋元康　作曲・編曲:後藤次利
14. mis-call（3:04）
  - 作詞:松本一起　作曲・編曲:蓑輪単志
15. 僕達のRUNAWAY（4:04）
  - 作詞:秋元康　作曲・編曲:後藤次利
16. 星のPuzzler 〜永遠を信じて〜（4:00）
  - 作詞:麻生圭子　作曲:崎谷健次郎　編曲:大村雅朗

## 関連作品
- SPLASH
- SAMBO